# Max Planck
Max Karl Ernst Ludwig Planck (n. 23 aprilie 1858, Kiel, Confederația Germană – d. 4 octombrie 1947, Göttingen, Germania sub ocupație aliată) a fost un fizician german, fondator al mecanicii cuantice. A primit Premiul Nobel pentru Fizică în 1918, „ca apreciere a serviciilor pe care le-a adus la progresul fizicii prin descoperirea cuantelor de energie.” 

## Biografie
A studiat la München și Berlin, avându-i ca profesori pe Helmholtz, Clausius și Kirchhoff, iar ulterior a devenit el însuși profesor de fizică (1889-1926). Activitatea sa în domeniul principiilor termodinamicii și a distribuției energetice a radiației unui corp perfect absorbant, pe care a descris-o exact printr-o formulă celebră, l-a condus la abandonarea unor principii clasice newtoniene și la introducerea teoriei cuantice (1900). Pentru aceasta el a primit Premiul Nobel pentru Fizică în 1918.
În cadrul teoriei cuantice, se afirmă că energia nu e divizibilă la infinit, ci în ultimă instanță există sub formă de cantități mici pe care Planck le-a denumit „Lichtquante” (cuante de lumină, termenul quanta provine din latină, însemnând „cât de mult”, cuante). Mai mult, energia transportată de o cuantă are o dependență liniară de frecvența radiației sursei emisive (v.si Constanta Planck).
În cinstea lui Max Planck valorile lungimii, timpului, masei, energiei și a temperaturii, care pot fi compuse din constantele universale c, G, h/2π,κ - se numesc Planckiene.